# دارين إي. بروس
دارين إي. بروس (بالإنجليزية: Darren E. Burrows)‏ هو مخرج وممثل أمريكي، ولد في 12 سبتمبر 1966 في وينفيلد في الولايات المتحدة.

## أعمال

### أفلام
- (1997) أميستاد[4]

## وصلات خارجية
- دارين إي. بروس على موقع IMDb (الإنجليزية)
- دارين إي. بروس على موقع ألو سيني (الفرنسية)
- دارين إي. بروس على موقع تيرنر كلاسيك موفيز (الإنجليزية)
- دارين إي. بروس على موقع أول موفي (الإنجليزية)
- دارين إي. بروس على موقع قاعدة بيانات الأفلام السويدية (السويدية)
- دارين إي. بروس على موقع إن إن دي بي (الإنجليزية)
- دارين إي. بروس على موقع قاعدة بيانات الفيلم (الإنجليزية)
- دارين إي. بروس على موقع كينوبويسك (الروسية)